# Eracle di Lisippo

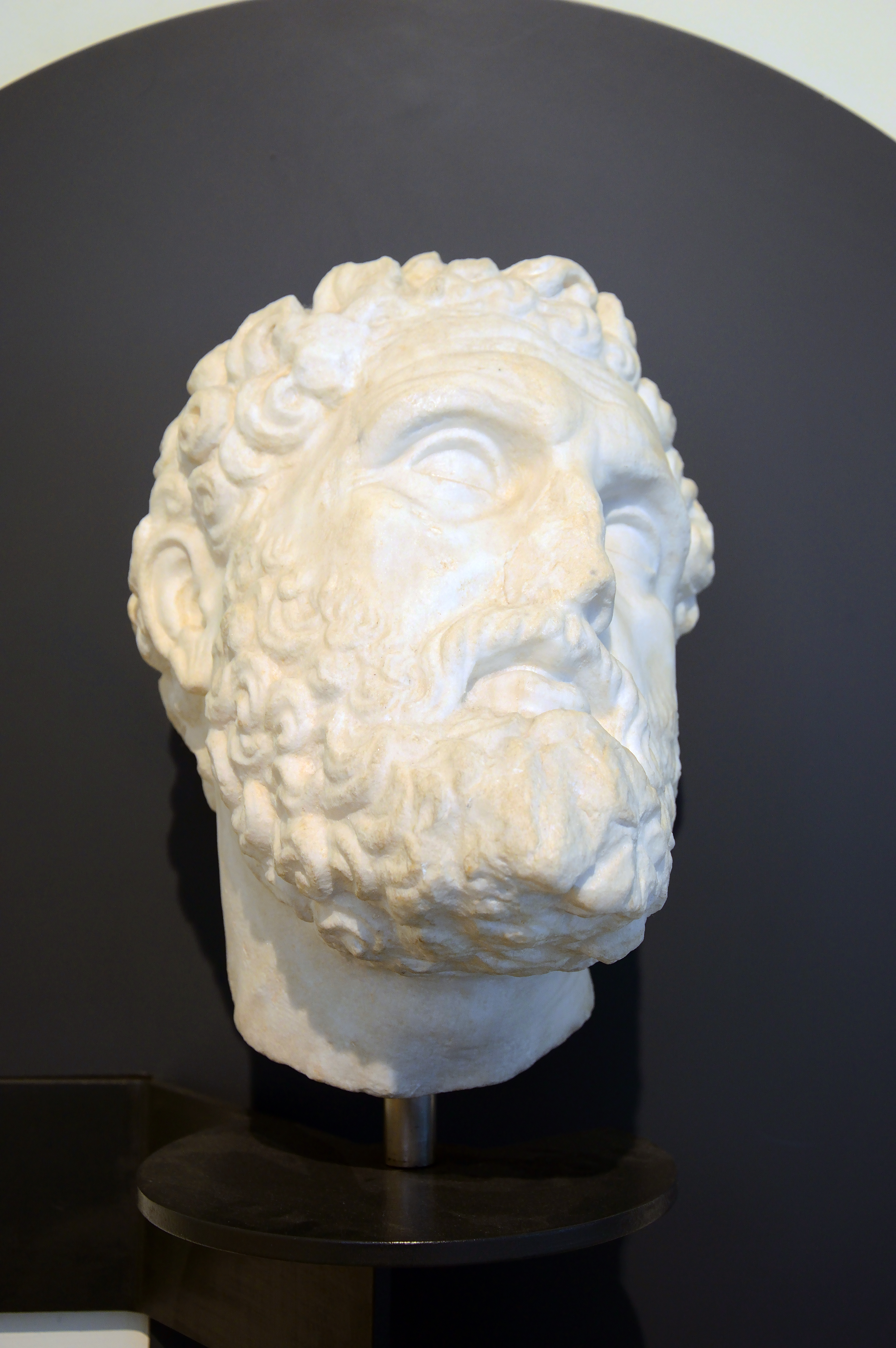
Testa di Eracle, Museo archeologico nazionale di Taranto, possibile copia del perduto colosso di Lisippo

L’Eracle di Lisippo era una statua bronzea di dimensioni monumentali collocata nell'acropoli della colonia magnogreca di Taras (odierna Taranto), realizzata dal celebre scultore Lisippo di Sicione su commissione della città durante il suo periodo di maggior splendore, corrispondente al IV secolo a.C..

## Storia e descrizione
Grazie al rinvenimento di copie bronzee e marmoree di piccole dimensioni, è stato possibile dedurre quale fosse l'aspetto originario dell'opera: alto 5 metri, l'Eracle è ritratto nel momento in cui si riposa dopo aver ripulito le stalle di Augia, re dell'Elide. La testa è sorretta dal braccio destro, mentre il sinistro tiene una clava poggiata in punta al terreno. L'intera figura è adagiata sulla cysta mistica (recipiente contenente oggetti sacri, riconducibile al culto di Demetra), sulla quale vi è anche la leontè (pelle del leone di Nemea). Con la caduta di Taranto ad opera dei romani nel 209 a.C., il generale al comando delle truppe latine, Quinto Fabio Massimo Verrucoso detto "il temporeggiatore", privò la città di gran parte delle ingentissime ricchezze artistiche ivi presenti per trasportarle a Roma in memoria del trionfo; fra queste anche l'Eracle, che venne posizionato sul Campidoglio. Nell'Urbe il colosso rimase fino al 325 d.C., data in cui venne spostato a Costantinopoli dall'imperatore Costantino I. Fu solo nel 1204 d.C. che i crociati, conquistata la capitale dell'Impero bizantino, distrussero l'opera e la fusero per realizzare delle monete. Una ricostruzione in scala 1:1 della testa dell'Eracle è situata oggi all'ingresso del Museo archeologico nazionale di Taranto.